# Winnertzia detrita
Winnertzia detrita är en tvåvingeart som beskrevs av Boris Mamaev 1975. Winnertzia detrita ingår i släktet Winnertzia och familjen gallmyggor. Inga underarter finns listade i Catalogue of Life.